# Tugay Kerimoğlu
Tugay Kerimoğlu (Trabzon, 24 agosto 1970) è un allenatore di calcio ed ex calciatore turco, di ruolo centrocampista.

## Caratteristiche
Era un centrocampista dotato di un buon tiro dalla distanza.

## Carriera

### Club
In carriera ha vestito le maglie di Galatasaray, Glasgow Rangers e Blackburn Rovers.

### Nazionale
Tra il 1990 e il 2007 ha giocato novantaquattro partite con la nazionale turca, partecipando ad un campionato mondiale e due campionati europei.

## Palmarès
- Campionato turco: 6

Galatasaray: 1987-1988, 1992-1993, 1993-1994, 1996-1997, 1997-1998, 1998-1999
- Supercoppa turca: 5

Galatasaray: 1988, 1991, 1993, 1996, 1997
- Coppa turca: 4

Galatasaray: 1990-1991, 1992-1993, 1995-1996, 1998-1999
- Campionato scozzese: 1

Rangers: 1999-2000
- Coppa scozzese: 1

Rangers: 1999-2000
- Coppa di lega inglese: 1

Blackburn: 2001-2002